# 阿必察
阿必察（？—1279年），元朝军事人物，別速氏，抄兒曾孙，别帖子。
至元五年（1268年）为武略將軍、蒙古千戶，賜金符，后随从攻襄樊（今湖北襄阳市），渡长江，奪陽羅堡岸口（今湖北武汉附近），以功賞白金，進升为宣武將軍、蒙古軍緫管，管領左右手兩萬戶軍。攻下廣德（今浙江广德），跟随平章阿里海牙征海外诸國，率死士鼓戰船進，奪岸口，擒勇士趙安等，以功賞銀帛。至元十六年（1279年），命管領蒙古侍衛軍，病逝于军中。

## 延伸阅读
[在维基数据编辑]
 《元史·卷123》，出自宋濂《元史》